# Sandager Sogn
Sandager Sogn ist eine Kirchspielsgemeinde (dän.: Sogn)
auf der Insel Fyn (dt.: Fünen)
im südlichen Dänemark. Bis 1970 gehörte sie zur Harde Båg Herred im damaligen Odense Amt, danach zur Assens Kommune im
Fyns Amt, die im Zuge der  Kommunalreform zum 1. Januar 2007 in der
„neuen“
Assens Kommune in der Region Syddanmark aufgegangen ist.
Im Kirchspiel leben 304 Einwohner (Stand: 1. Januar 2023).
Im Kirchspiel liegt die Kirche „Sandager Kirke“.

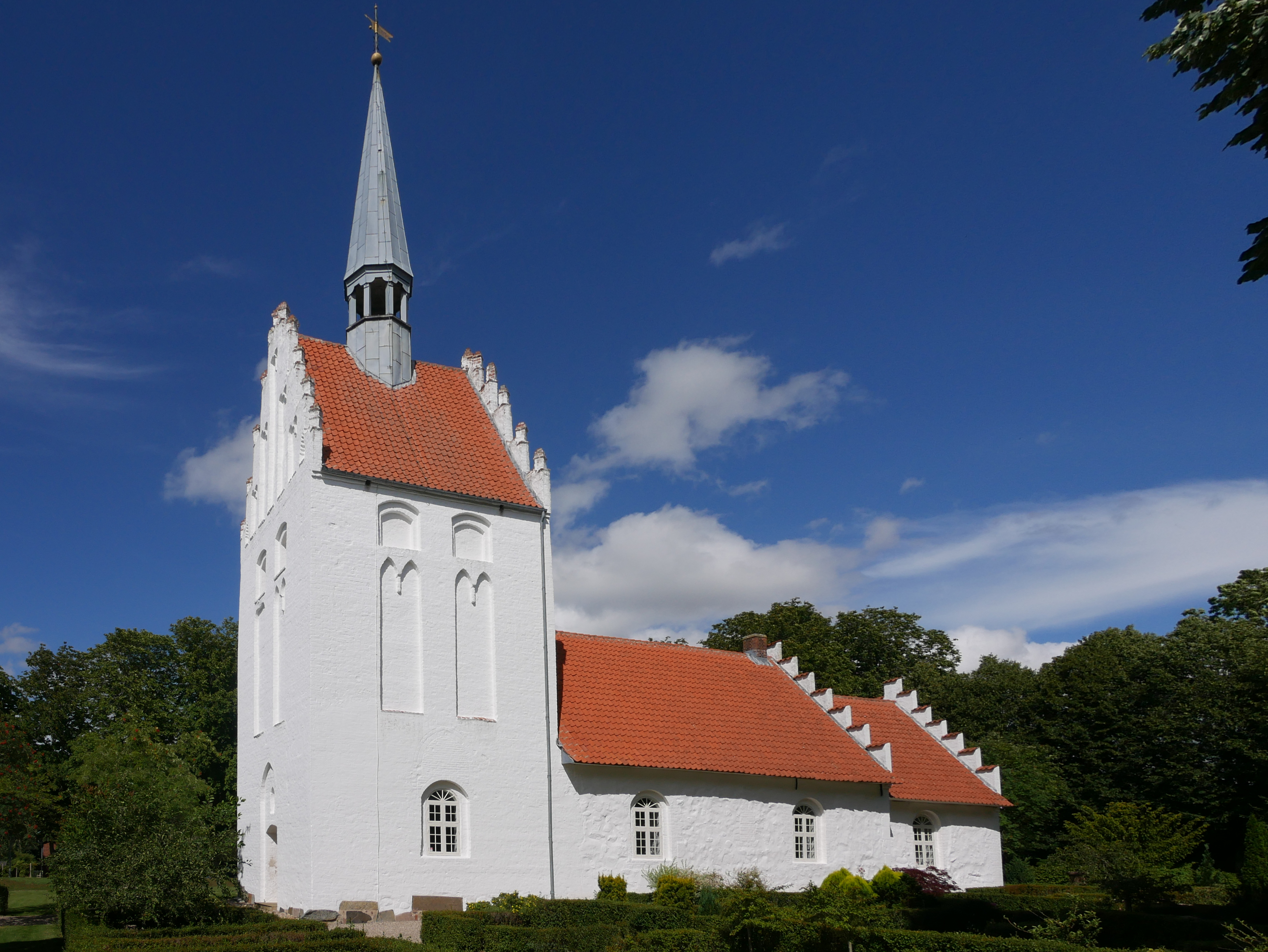
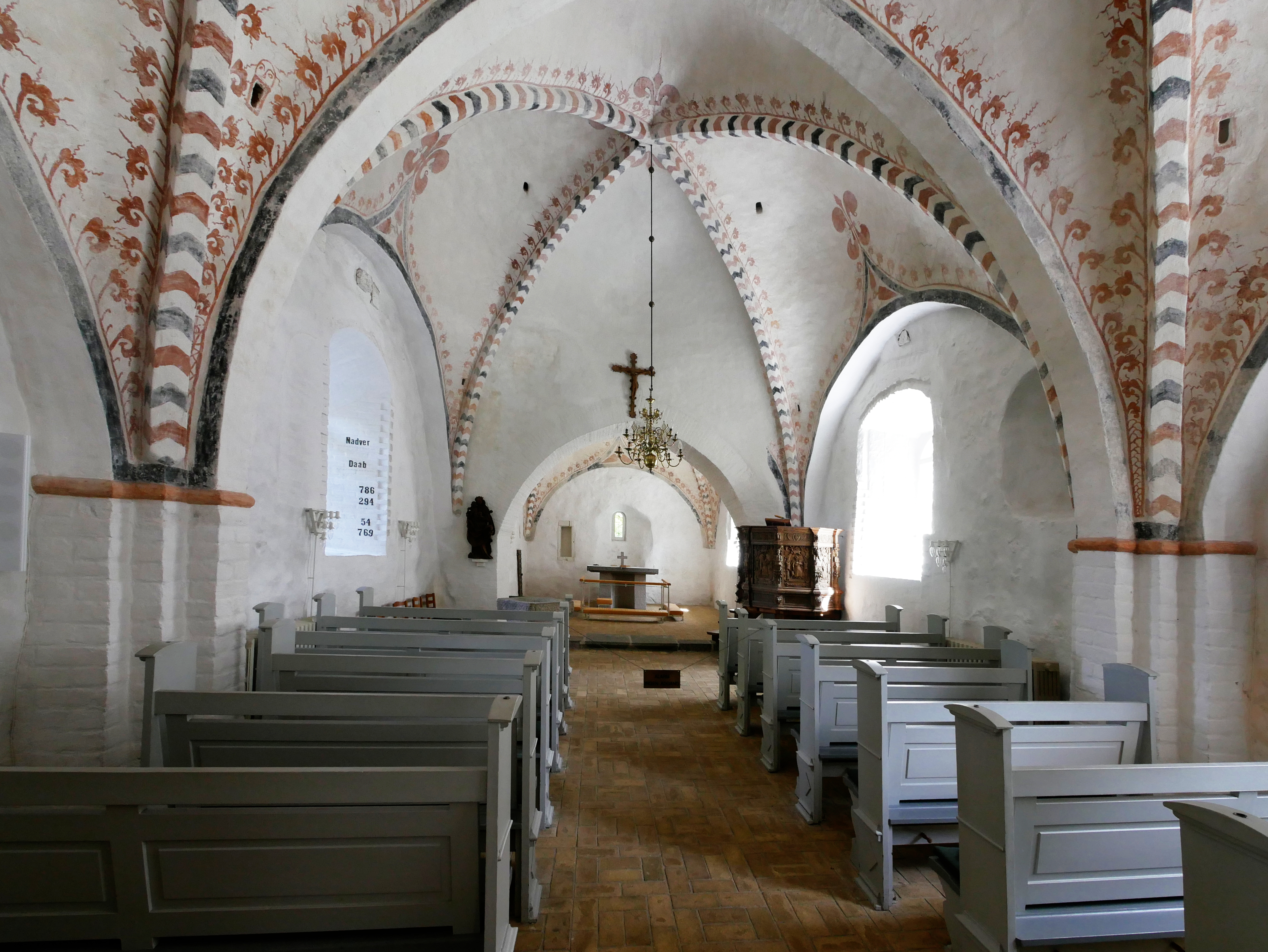
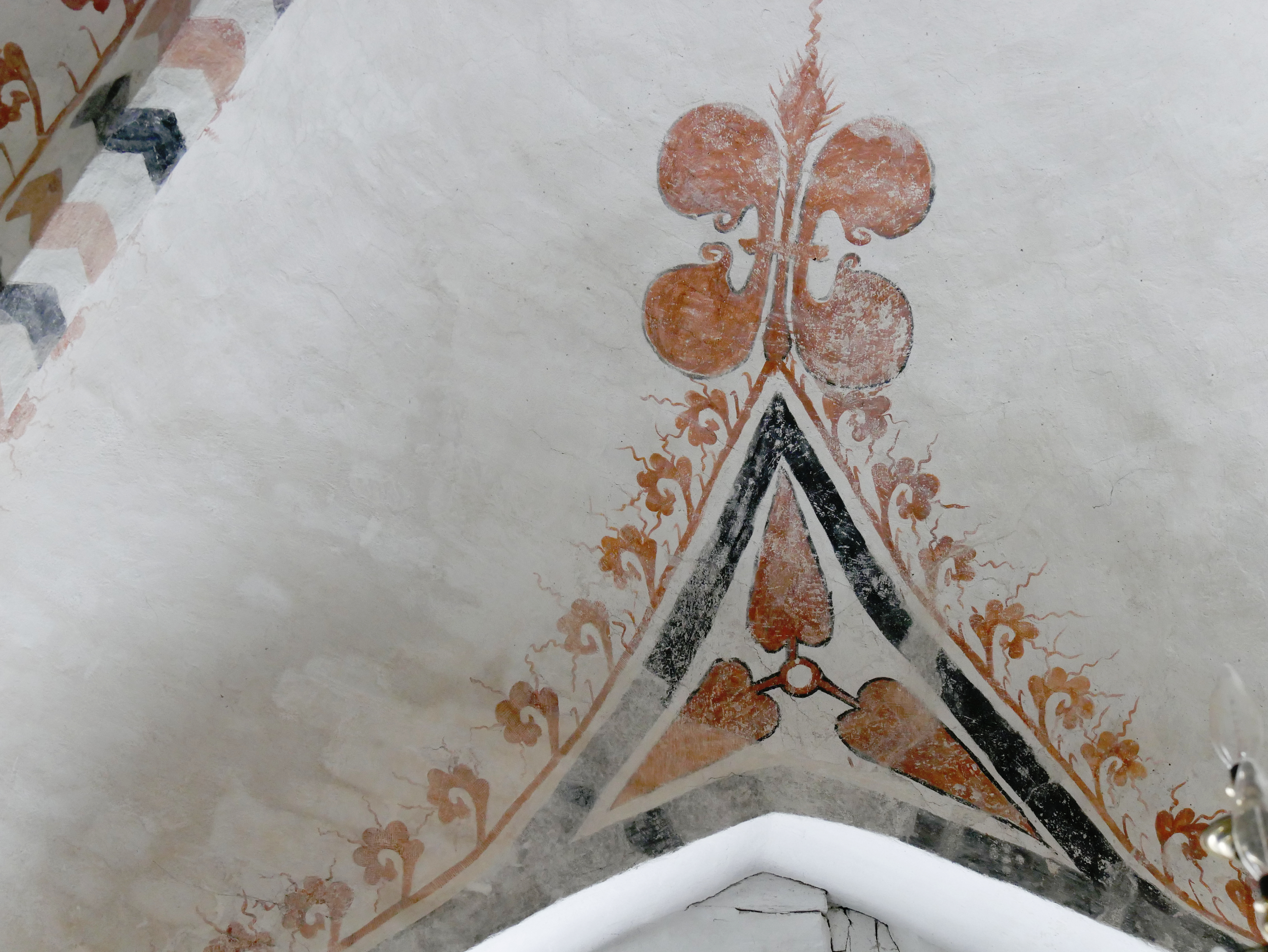
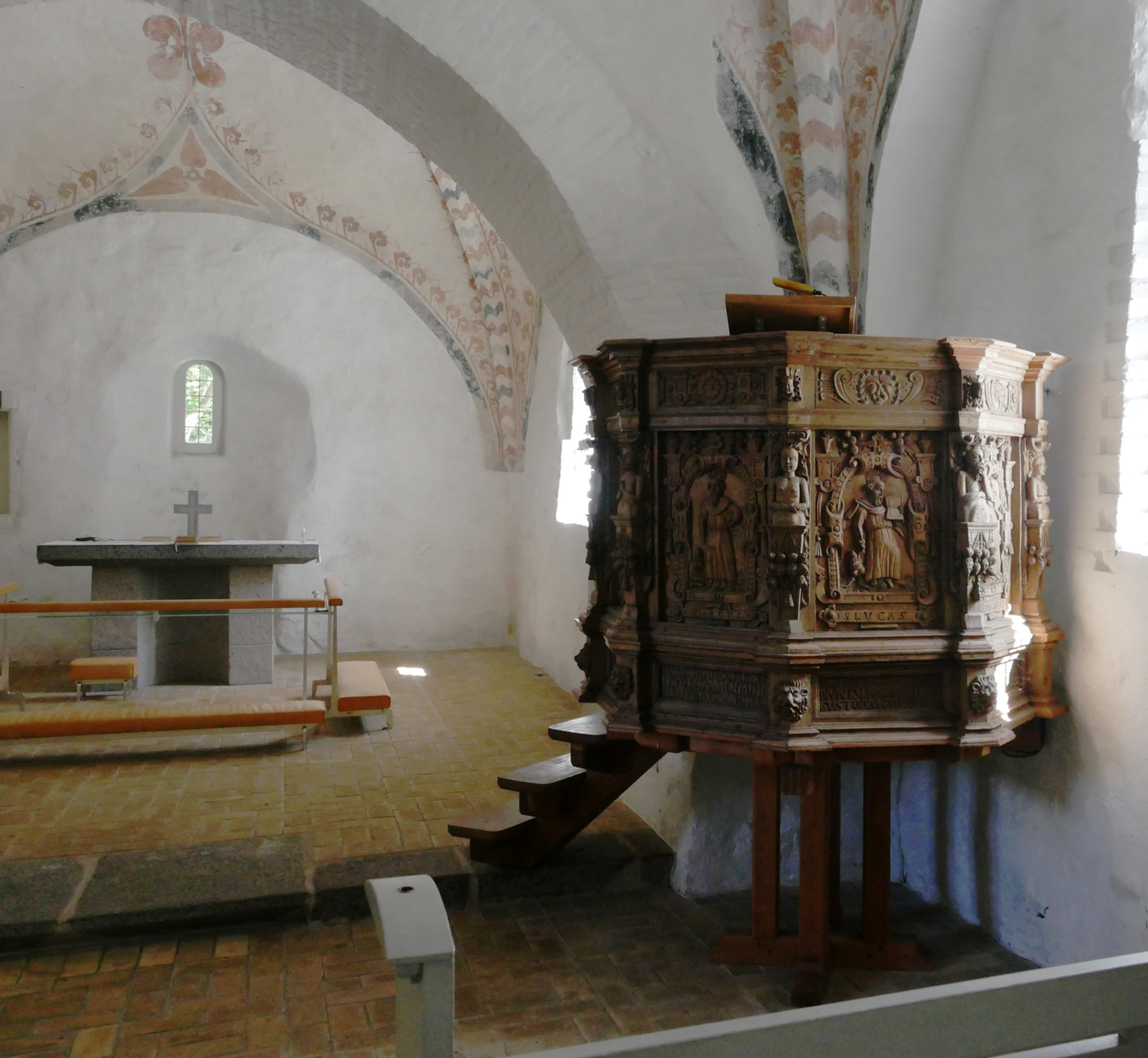
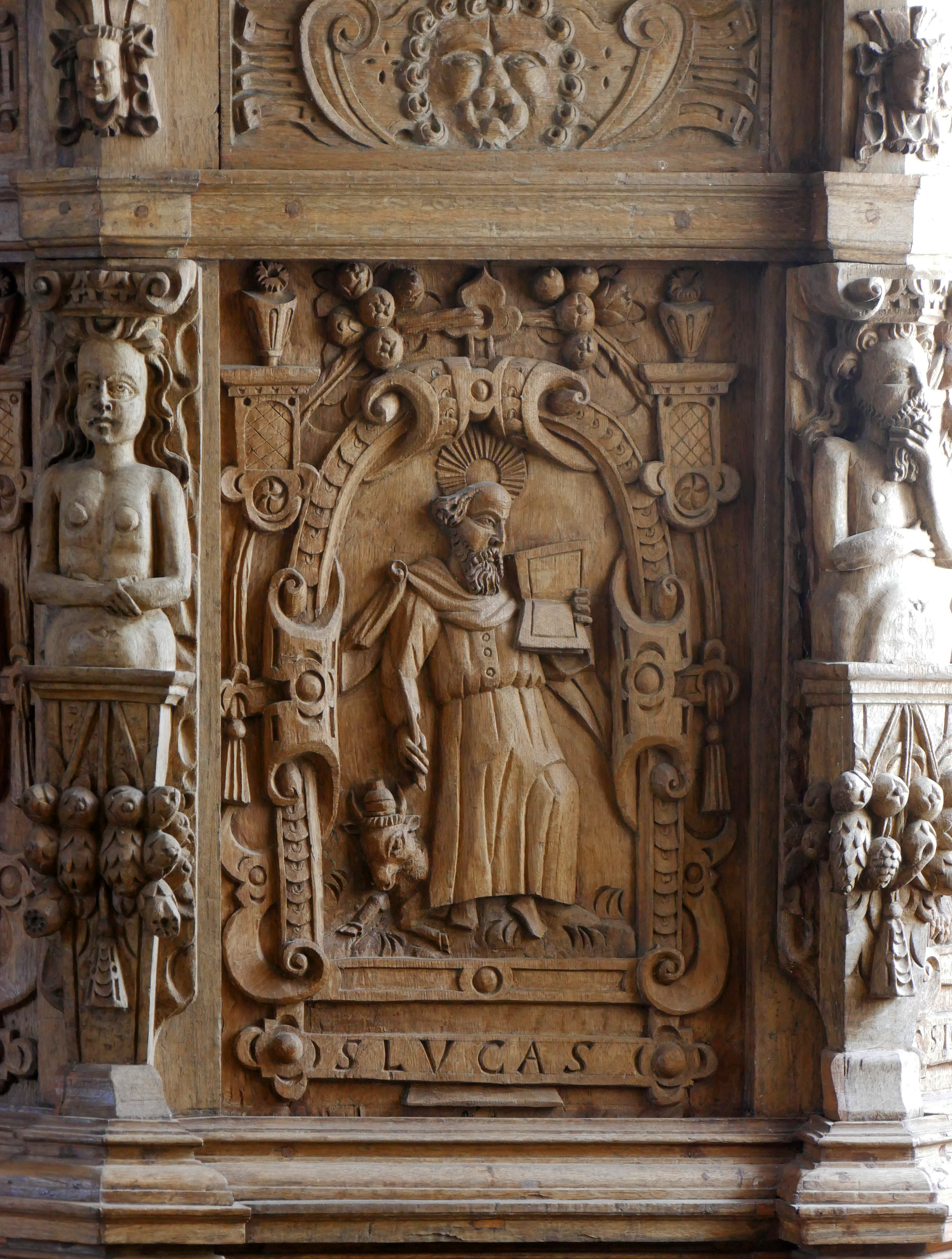
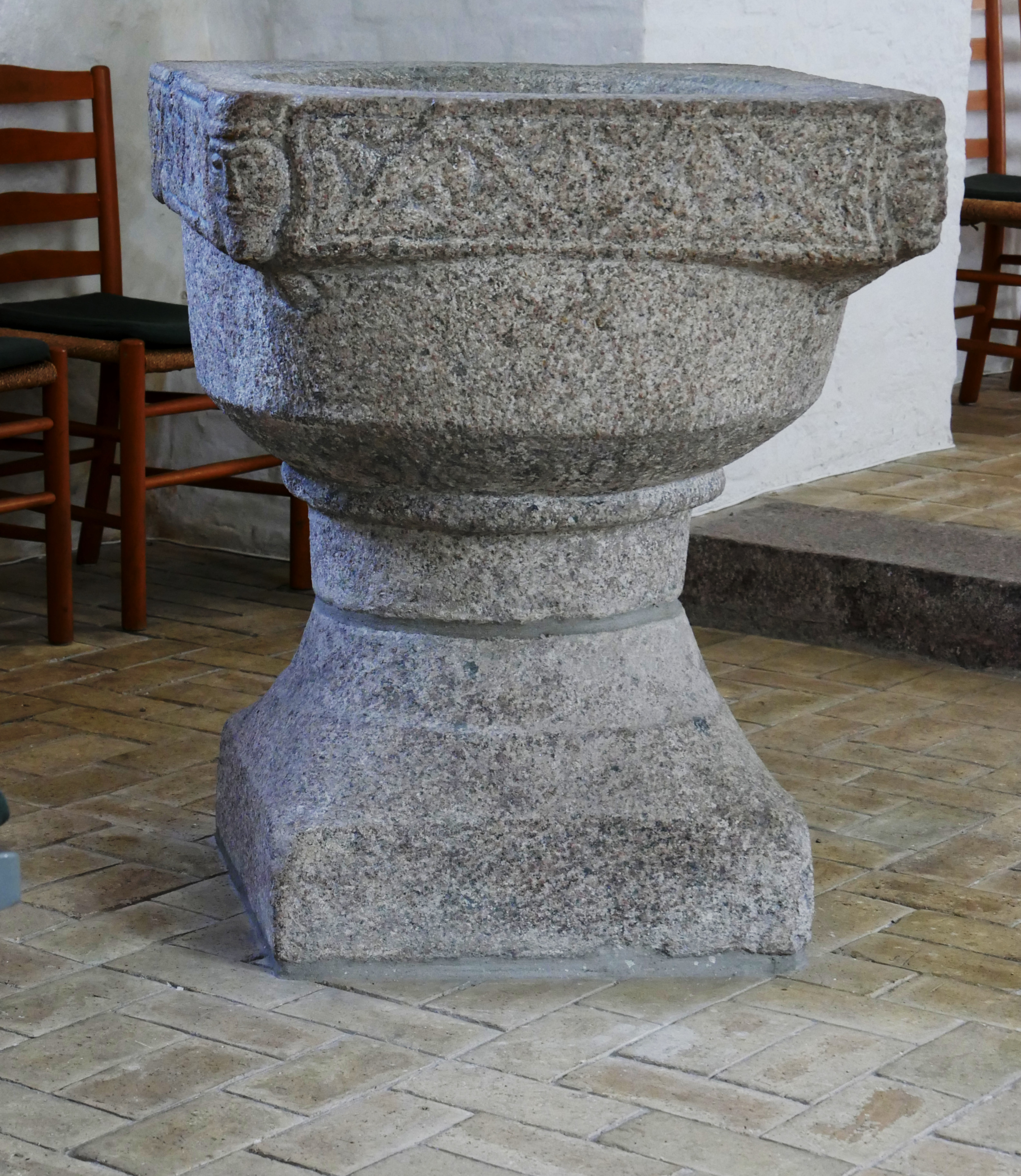
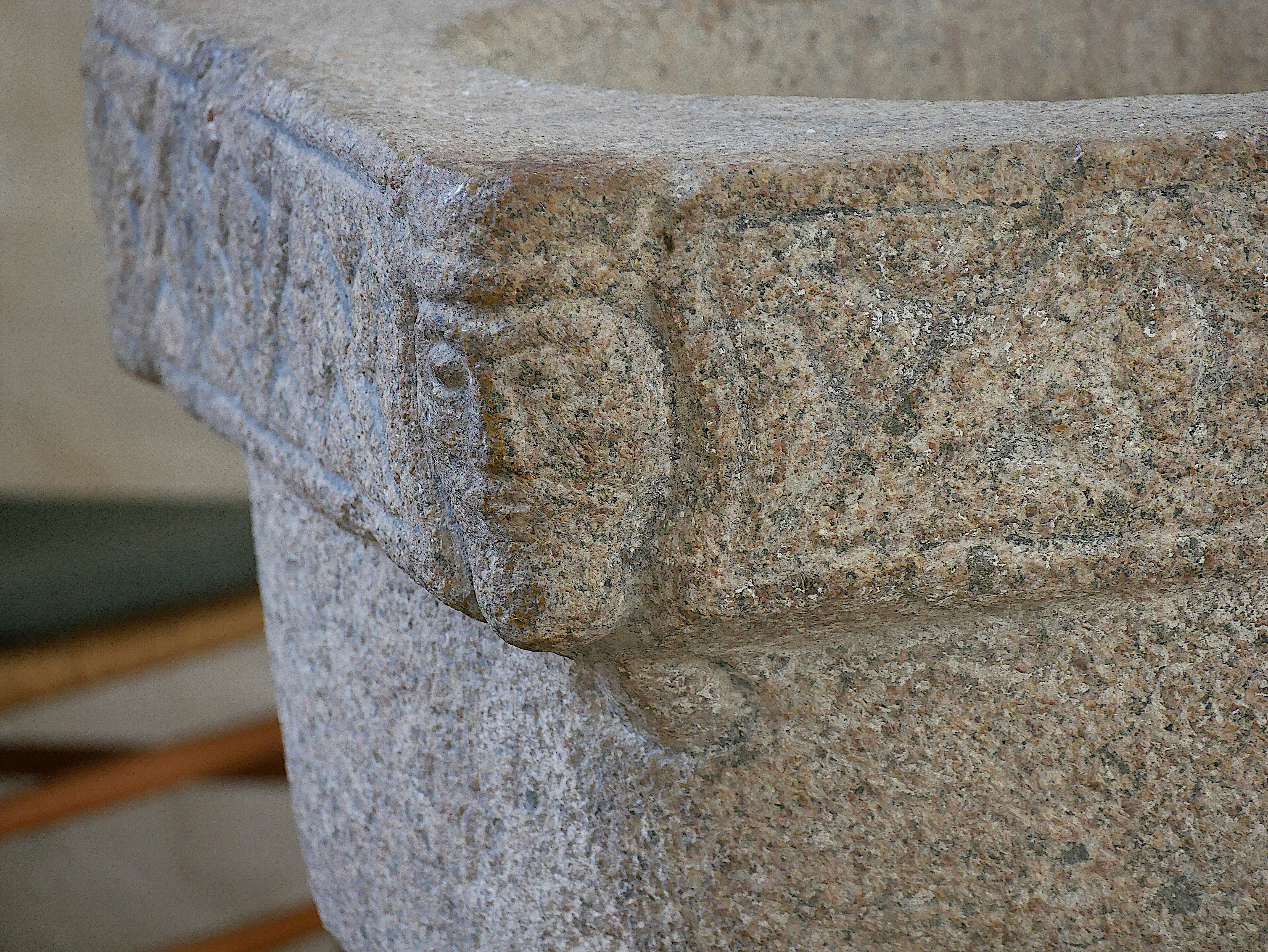

Nachbargemeinden sind  im Süden Gamtofte Sogn und Helnæs Sogn, im Osten Barløse Sogn und im Nordosten Kerte Sogn, ferner im Nordwesten in der benachbarten Middelfart Kommune Tanderup Sogn.